# Gabriel Cullaigh
Gabriel Cullaigh (* 8. April 1996 in Holmfirth) ist ein ehemaliger britischer Radsportler, der Rennen auf Bahn und Straße bestritt.

## Sportliche Laufbahn
2013 wurde Gabriel Cullaigh britischer Vize-Meister im Straßenrennen der Junioren. Im Jahr darauf errang er bei den Junioren-Europameisterschaften drei Medaillen: jeweils Silber in der Mannschaftsverfolgung und im Scratch sowie Bronze im Punktefahren.
Anschließend legte Cullaigh seinen Fokus auf den Straßenradsport. 2015 entschied er eine Etappe des Course de la Paix (U23) für sich. 2016 belegte er bei der britischen U23-Straßenmeisterschaft Platz drei, bei den U23-Europameisterschaften wurde er Fünfter. Beim Kattekoers, der U23-Auflage von Gent–Wevelgem wurde er ebenfalls Dritter.
2018 errang Cullaigh seine ersten Elite-Erfolge: Er gewann zwei Etappen der Volta ao Alentejo sowie das Rutland-Melton Cicle Classic. Im Jahr darauf entschied er eine weitere Etappe der Volta ao Alentejo für sich. Für 2020 erhielt er einen Vertrag beim Movistar Team. Im selben Jahr erkrankte er an einer Gürtelrose, so dass er monatelang kein Rennen bestreiten konnte. Ende der Saison 2021 erhielt er keinen neuen Vertrag bei Movistar, aber beim UCI Continental Team Saint Piran. Im Juli 2022 trat er vom Leistungsradsport zurück.

## Erfolge

### Straße
2015
- eine Etappe Course de la Paix

2018
- zwei Etappen Volta ao Alentejo
- Rutland-Melton Cicle Classic

2019
- eine Etappe Volta ao Alentejo

### Bahn
2014
- Junioren-Europameisterschaft – Scratch, Mannschaftsverfolgung (mit Joe Holt, Matthew Gibson und Joe Evans)
- Junioren-Europameisterschaft – Punktefahren